# Kowalszczyzna (Łódź)
Kowalszczyzna – osiedle w Łodzi, położone w południowo-wschodniej części dzielnicy Łódź-Górna. Kowalszczyzna sąsiaduje z obszarem Młynka, w którym znajduje się park oraz staw.
Do Młynka kursuje linia autobusowa 71AB, obsługiwana przez MPK Łódź.

## Historia
Osada Kowalszczyzna została założona na terenach należących do dóbr szlacheckich Chojny, przy samej granicy z obszarem rządowego majątku Wiskitno.
Granica ta biegła wzdłuż dzisiejszych ulic Bławatnej i Przyjacielskiej i od wschodu przylegał do niej grunt należący do osady młyńskiej wsi Wiskitno. Znajdował się tam na rzece Olechówce młyn wodny, a osada nosiła nazwę Młynek Wiskicki.
Kowalszczyznę założył około roku 1800 ówczesny właściciel dóbr Chojny, Benedykt Górski.
Chcąc zwiększyć dochodowość swojego majątku Górski założył wcześniej na terenach lasu Dąbrowa kolonię rolniczą Olędry Chojeńskie (późniejsza wieś Dąbrowa w Łodzi)  a także osadę szklarską Huta Chojeńska, w rejonie dzisiejszych ulic Śląskiej i Ujejskiego.
Trzecią tego typu osadą była Kowalszczyzna. Z uwagi na położenie osady nad rzeczką Olechówką można przypuszczać, że zamiarem Górskiego było założenie zakładu produkcji metalowej (kuźnicy) napędzanego siłą wody.
Zamiar ten najwyraźniej nie powiódł się, gdyż według danych „Tabeli miast, wsi, osad Królestwa Polskiego”, wydanej w 1827 (opisujących stan z ok. 1822) w osadzie Kowalszczyzna, położonej w gminie dominialnej Chojny znajdowały się dwa domy mieszkalne zamieszkiwane przez 20 osób stanu włościańskiego.
W wyniku regulacji pouwłaszczeniowych w latach 1865-70 powiększono obszar osady, wyznaczając działki rolnicze dla uwłaszczanych małorolnych mieszkańców gminy Chojny.
Około roku 1930 wieś posiadała 17 domów mieszkalnych, położonych w większości przy dzisiejszej ul. Śląskiej. Po roku 1935 rozpoczęła się parcelacja na działki budowlane  najstarszej części wsi, położonej nad rzeczką Olechówką.
W latach 1942/43 obszar Kowalszczyzny został przecięty nasypem linii kolejowej Chojny – Bedoń.
Wieś została włączona w granice administracyjne miasta Łodzi w dniu 1 stycznia 1940 (anulowane z dniem 19 stycznia 1945) i ponownie w lutym 1946.

## Historia administracyjna
Od 1867 w gminie Chojny. W okresie międzywojennym należała do powiatu łódzkiego w woj. łódzkim. W 1921 roku liczba mieszkańców wynosiła 82. 1 września 1933 weszła w skład nowo utworzonej gromady Dąbrowa, składającej się ze wsi Dąbrowa, Kowalszczyzna i Chojny E.
Podczas II wojny światowej włączona do III Rzeszy. Po wojnie Kowalszczyzna powróciła na krótko do powiatu łódzkiego woj. łódzkim, lecz już 13 lutego 1946 włączono ją do Łodzi.

## Granice
Wschodnia granica Kowalszczyzny opierała się o linię ulic Bławatnej i Przyjacielskiej.
Północna przebiega w przybliżeniu wzdłuż równoleżnikowej części ulicy Lodowej.
Wschodnia biegnie ok. 60–80 m na zachód od linii ulicy Przedborskiej (d. Zygmunta).
Południowa biegnie w przybliżeniu po linii przedłużenia ul. Kurczaki na wschód, do ul. Przyjacielskiej